# Lee de Forest
Lee de Forest, född 26 augusti 1873 i Council Bluffs i Iowa, död 30 juni 1961, var en amerikansk uppfinnare med över 180 patent. De Forest uppfann 1907 trioden eller audionen som han kallade den, ett vakuumrör som kan förstärka små signaler. De Forest är en av fäderna bakom den elektroniska eran, på grund av att audionen hjälpte till att skapa och sprida elektronik. Han är också inblandad i en av de principiella uppfinningar som gjorde filmer med ljud möjligt.
De Forest började studera vid Yale University 1893 och blev doktor inom radiovågor 1899. Han betalade för en del av sina studier med hjälp av uppfinningar inom mekanik och spel.
I januari 1907 patenterade De Forest en två-elektrod-anordning som reagerade på elektromagnetiska vågor som var en variant av Fleming-röret uppfunnet två år tidigare, alltså vakuumrörsdiod-detektorn. Patentet blev godkänt 1908. Det var en tre-elektrods-anordning (anod, katod, styrgaller) som var ett vakuumrör. Den kallades också De Forest-ventil och sedan 1919 har den varit känd som trioden. De Forest innovation var att införa en tredje elektrod, styrgallret, mellan katoden (glödtråden) och anoden i den tidigare uppfunna dioden. Den resulterande trioden eller tre-elektrods vakuumröret kunde användas som förstärkare för elektriska signaler speciellt för radiomottagningar. Audionen kunde också fungera som en snabb (för sin tid) elektrisk brytare som senare användes i digital elektronik (såsom datorer). Trioden var en vital komponent i utvecklandet av långväga (e.g transkontinell) telefonkommunikation, radio och radar. Trioden var en viktig uppfinning för elektroniken under första halvan av 1900-talet mellan Nikola Teslas och Guglielmo Marconis framsteg på 1890-talet inom radioområdet och slutligen uppfinningen av transistorn på julafton 1947.